# Para-Leichtathletik-Weltmeisterschaften 2019
| Medaillenspiegel (Stand nach 172 von 172 Entscheidungen – 15. November 2019) | Medaillenspiegel (Stand nach 172 von 172 Entscheidungen – 15. November 2019) | Medaillenspiegel (Stand nach 172 von 172 Entscheidungen – 15. November 2019) | Medaillenspiegel (Stand nach 172 von 172 Entscheidungen – 15. November 2019) | Medaillenspiegel (Stand nach 172 von 172 Entscheidungen – 15. November 2019) | Medaillenspiegel (Stand nach 172 von 172 Entscheidungen – 15. November 2019) |
| Platz                                                                        | Land                                                                         | G                                                                            | S                                                                            | B                                                                            | TL                                                                           |
| ---------------------------------------------------------------------------- | ---------------------------------------------------------------------------- | ---------------------------------------------------------------------------- | ---------------------------------------------------------------------------- | ---------------------------------------------------------------------------- | ---------------------------------------------------------------------------- |
| 1                                                                            | China                                                                        | 25                                                                           | 23                                                                           | 11                                                                           | 59                                                                           |
| 2                                                                            | Brasilien                                                                    | 14                                                                           | 9                                                                            | 16                                                                           | 39                                                                           |
| 3                                                                            | Großbritannien                                                               | 13                                                                           | 9                                                                            | 6                                                                            | 28                                                                           |
| 4                                                                            | USA                                                                          | 12                                                                           | 10                                                                           | 12                                                                           | 34                                                                           |
| 5                                                                            | Ukraine                                                                      | 11                                                                           | 8                                                                            | 8                                                                            | 27                                                                           |
| 6                                                                            | Russland                                                                     | 10                                                                           | 16                                                                           | 15                                                                           | 41                                                                           |
| 7                                                                            | Australien                                                                   | 8                                                                            | 6                                                                            | 8                                                                            | 22                                                                           |
| 8                                                                            | Tunesien                                                                     | 7                                                                            | 3                                                                            | 3                                                                            | 13                                                                           |
| 9                                                                            | Deutschland                                                                  | 7                                                                            | 2                                                                            | 2                                                                            | 11                                                                           |
| 10                                                                           | Usbekistan                                                                   | 4                                                                            | 2                                                                            | 2                                                                            | 8                                                                            |
| …                                                                            |                                                                              |                                                                              |                                                                              |                                                                              |                                                                              |
| 29                                                                           | Schweiz                                                                      | 1                                                                            | 3                                                                            | 1                                                                            | 5                                                                            |
| …                                                                            |                                                                              |                                                                              |                                                                              |                                                                              |                                                                              |
| 56                                                                           | Luxemburg                                                                    | –                                                                            | 1                                                                            | –                                                                            | 1                                                                            |
| …                                                                            |                                                                              |                                                                              |                                                                              |                                                                              |                                                                              |
| Vollständiger Medaillenspiegel                                               |                                                                              |                                                                              |                                                                              |                                                                              |                                                                              |

Die Para-Leichtathletik-Weltmeisterschaften 2019 (auch Leichtathletik-Weltmeisterschaften der Behinderten) (englisch World Para Athletics Championships) waren die neunten Para-Leichtathletik-Weltmeisterschaften und fanden vom 7. bis zum 15. November 2019 in Dubai, der größten Stadt der Vereinigten Arabischen Emirate (VAE) und Hauptstadt des Emirats Dubai, statt. Die Wettkämpfe wurden im neuen Leichtathletikstadion des Dubai Club for People of Determination ausgetragen.
Mit 1359 Athletinnen und Athleten aus 117 Nationen, die bei 172 Medaillenentscheidungen konkurrierten, waren die Weltmeisterschaften besser besetzt als jemals zuvor. Seit ihrer Dopingsperre 2016 durften wieder russische Athleten unter ihrer Landesflagge teilnehmen. Die Veranstaltung war eine große Gelegenheit, bei der sich die Sportler für die Paralympischen Sommerspiele 2020 in Tokio qualifizieren konnten. Es war beabsichtigt, ungefähr 150 Dopingtests durchzuführen.
Finanziert wurden die Weltmeisterschaften hauptsächlich von den Vereinten Nationen.

## Bewerberstädte
Nach den Para-Weltmeisterschaften 2017 in London wurde die Stadt gleich für die folgenden Para-Weltmeisterschaften 2019 ins Spiel gebracht und auch zunächst von der British Paralympic Association (BPA) und UK Athletics (UKA) favorisiert. Zum Ende der Bewerbungsfrist teilten diese jedoch mit, dass aus Finanz- und terminlichen Gründen eine Bewerbung nicht realistisch wäre. Monate nach Ablauf der Bewerbungsfrist teilte das Internationale Paralympische Komitee (IPC) mit, dass weiterhin Verhandlungen mit einem potenziellen Gastgeber geführt würden. Dubai wurde als Veranstaltungsort Mitte Juni 2018 bekannt gegeben.

### Kritik
Sportler und Funktionäre äußerten diverse Kritikpunkte. Sie bemängelten, dass die Sportverbände zu bereitwillig Veranstaltungen an die nach Reputation strebenden Golfstaaten vergeben, denn diese seien mit ihren schlechten Wettkampfbedingungen für Sport-Freiluftveranstaltungen ungeeignet.
Die einzelnen Kritikpunkte waren:
- die äußerst geringen Zuschauerzahlen auf Grund einer mäßig ausgeprägten Sportkultur, die  Weltmeisterschaften einer aufstrebenden Sportart nicht gebühren.
- die Beeinträchtigung der Saisonplanung, besonders im Paralympics-Jahr, da wegen der großen Hitze eine Verschiebung um Monate in den November unausweichlich war, und dadurch die Genesungszeit bis zu den Paralympics im Falle einer Verletzung stark verkürzt ist.
- die nach den Para-Weltmeisterschaften 2015 in Katar erneute Vergabe in die Region mit den offensichtlichen Mängeln für Sport-Freiluftveranstaltungen.
- die Wiederzulassung russischer Sportlerinnen und Sportler trotz weiterhin bestehender Ungereimtheiten bei der Doping-Bekämpfung.

## Teilnehmende Nationen
(Stand: 7. November 2019)
| - Ägypten (10) - Äthiopien (2) - Algerien (22) - Angola (5) - Argentinien (8) - Armenien (2) - Aserbaidschan (8) - Australien (34) - Bahrain (6) - Belgien (11) - Benin (1) - Bermuda (1) - Bhutan (2) - Bosnien und Herzegowina (1) - Botswana (5) - Brasilien (43) - Bulgarien (7) - Burundi (2) - Chile (4) - Dänemark (10) - Deutschland (29) - Ecuador (14) - Elfenbeinküste (2) - Estland (1) - Fidschi (2) - Finnland (7) - Flüchtlingsteam (1) - Frankreich (30) - Gambia (1) - Georgien (2) - Ghana (3) - Grenada (1) - Griechenland (26) - Großbritannien (40) - Guinea (1) - Hongkong (8) - Indien (32) - Indonesien (18) - Irak (9) - Iran (17) | - Irland (11) - Island (3) - Israel (1) - Italien (16) - Japan (43) - Jordanien (4) - Kambodscha (1) - Kamerun (7) - Kanada (27) - Kasachstan (6) - Katar (5) - Kenia (16) - Kolumbien (9) - Kroatien (11) - Kuba (3) - Kuwait (8) - Laos (2) - Lesotho (2) - Lettland (5) - Libanon (1) - Litauen (8) - Luxemburg (1) - Malawi (1) - Malaysia (11) - Mali (2) - Marokko (15) - Mauritius (11) - Mexiko (19) - Moldau (5) - Mongolei (3) - Namibia (13) - Neuseeland (15) - Niederlande (14) - Nigeria (4) - Norwegen (4) - Oman (1) - Österreich (4) - Pakistan (2) - Panama (8) - Papua-Neuguinea (2) | - Peru (1) - Polen (41) - Portugal (20) - Ruanda (2) - Rumänien (6) - Russland (73) - Saudi-Arabien (8) - Schweden (5) - Schweiz (10) - Senegal (1) - Serbien (4) - Singapur (3) - Slowakei (4) - Slowenien (1) - Spanien (37) - Sri Lanka (9) - Südafrika (25) - Südkorea (4) - Syrien (3) - Taiwan (5) - Thailand (28) - Trinidad und Tobago (2) - Tschechien (19) - Tunesien (21) - Türkei (28) - Uganda (2) - Ukraine (35) - Ungarn (7) - USA (62) - Usbekistan (26) - Vanuatu (2) - Venezuela (12) - Vereinigte Arabische Emirate (17) - Vietnam (5) - VR China (73) - Belarus (9) - Zypern (3) |